# Mickaël Hanany

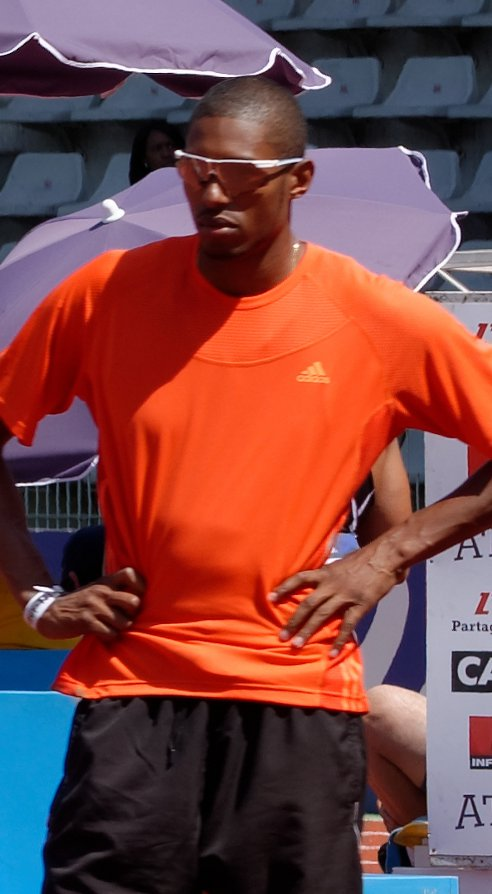
Mickael Hanany (2013)

Mickaël Hanany (* 25. März 1983 in Vitry-sur-Seine) ist ein französischer Hochspringer.
Bei den Weltmeisterschaften 2005 in Helsinki, den Europameisterschaften 2006 in Göteborg und den Olympischen Spielen 2008 in Peking schied er in der Qualifikation aus. Bei den Weltmeisterschaften in 2009 in Berlin wurde er Fünfter.
2012 gewann er Bronze bei den Europameisterschaften in Helsinki und kam bei den Olympischen Spielen in London auf den 14. Platz.
2013 wurde er Siebter bei den Halleneuropameisterschaften in Göteborg, scheiterte bei den Weltmeisterschaften in Moskau in der Qualifikation und holte Silber bei den Spielen der Frankophonie.
Bei den Europameisterschaften 2014 in Zürich kam er nicht über die erste Runde hinaus.
Neunmal wurde er Französischer Meister (2006, 2007, 2009–2015) und dreimal Französischer Hallenmeister (2010, 2012, 2013).

## Persönliche Bestleistungen
- Hochsprung: 2,34 m, 22. März 2014, El Paso
  - Halle: 2,28 m, 12. Februar 2010, Eaubonne (französischer Rekord)